# Хинкли (Јута)
Хинкли (енгл. Hinckley) град је у америчкој савезној држави Јута.

## Демографија
По попису из 2010. године број становника је 696, што је 2 (-0,3%) становника мање него 2000. године.
| Група             | 2000.       | 2010.       |
| Белци             | 664 (95,1%) | 612 (87,9%) |
| Афроамериканци    | 3 (0,4%)    | 0 (0,0%)    |
| Азијати           | 1 (0,1%)    | 0 (0,0%)    |
| Хиспаноамериканци | 22 (3,2%)   | 81 (11,6%)  |
| Укупно            | 698         | 696         |